# Jaroslav Horváth
Jaroslav Horváth (* 16. dubna 1971, Košice) je jeden z nejúspěšnějších slovenských kulturistů.
Předtím, než začal s kulturistikou se 10 let věnoval zápasení, v juniorské kategorii se stal mistrem Československa.
Vystudoval Pedagogickou fakultu Univerzitu Pavla Jozefa Šafárika v Košicích.

## Amatérské úspěchy
| Rok  | Název                       | Váhová kategorie | Umístění | Poznámka        |
| ---- | --------------------------- | ---------------- | -------- | --------------- |
| 1994 | Mistrovství Slovenska       | ?                | 1.       |                 |
| 1995 | Mistrovství Slovenska       | ?                | 1.       |                 |
| 1995 | Mistrovství světa           | ?                | 2.       |                 |
| 1996 | Mistrovství světa           | ?                | 3.       |                 |
| 1996 | Mistrovství světa Jordánsko | ?                | 2.       |                 |
| 1997 | Mistrovství světa           | ?                | 1.       |                 |
| 1999 | Mistrovství světa           | ?                | 1.       | absolutní vítěz |

## Profesionální úspěchy
| Rok  | Název                | Váhová kategorie | Umístění | Poznámka |
| ---- | -------------------- | ---------------- | -------- | -------- |
| 2001 | European Pro         | ?                | 2.       |          |
| 2001 | Grand Prix Austrálie | ?                | 5.       |          |
| 2002 | Austrian Pro         | ?                | 4.       |          |
| 2002 | Grand Prix Austrálie | ?                | 3.       |          |
| 2002 | Olympia Weekend      | ?                | 23.      |          |
| 2002 | British Grand Prix   | ?                | 8.       |          |
| 2002 | Grand Prix Holandska | ?                | 6.       |          |
| 2004 | San Francisco Pro    | ?                | 6.       |          |
| 2004 | Grand Prix Austrálie | ?                | 4.       |          |
| 2004 | Grand Prix Maďarska  | ?                | 3.       |          |
| 2004 | Toronto Pro          | ?                | 3.       |          |
| 2005 | San Francisco Pro    | ?                | 8.       |          |
| 2005 | Grand Prix Austrálie | ?                | 4.       |          |

## V kultuře
Ocitl se na přední straně československého vydání kulturistického časopisu Muscle & Fitness (5/2005), společně s Timeou Majorovou.